# Koffieboonspin
De koffieboonspin (Steatoda bipunctata) is een spin behorend tot de kogelspinnen.

## Verspreiding en habitat
De koffieboonspin komt voor in Noord-Amerika en Europa. Ook in Nederland en België is de soort algemeen. Als onderkomen zoekt de koffieboonspin vaak gebouwen uit, zoals schuren en kelders van woningen. Een Engelse naam voor de spin is rabbit hutch spider ('konijnenhokspin'), aangezien ze vaak wordt aangetroffen in konijnenhokken in de achtertuin.

## Uiterlijke kenmerken
De koffieboonspin heeft een bruingekleurd achterlijf dat doet denken aan een koffieboon, waaraan de spin haar Nederlandse naam dankt. Vrouwtjes hebben meestal een lichtere en glanzender achterlijf dan mannetjes. Over de bovenzijde en onderzijde van het achterlijf loopt vaak een afgebroken lichtgekleurde lijn.
De spin wordt vier tot zeven millimeter groot en een pootspanwijdte van maximaal vijftien millimeter. De koffieboonspin en veel andere kogelspinnen lijken qua lichaamsbouw en grootte vaak op een spin van het geslacht Latrodectus (weduwen) en worden daarom soms valse weduwen genoemd. Valse weduwe is ook een veelgebruikte naam voor Steatoda paykulliana, een kogelspin die in Nederland niet voorkomt.

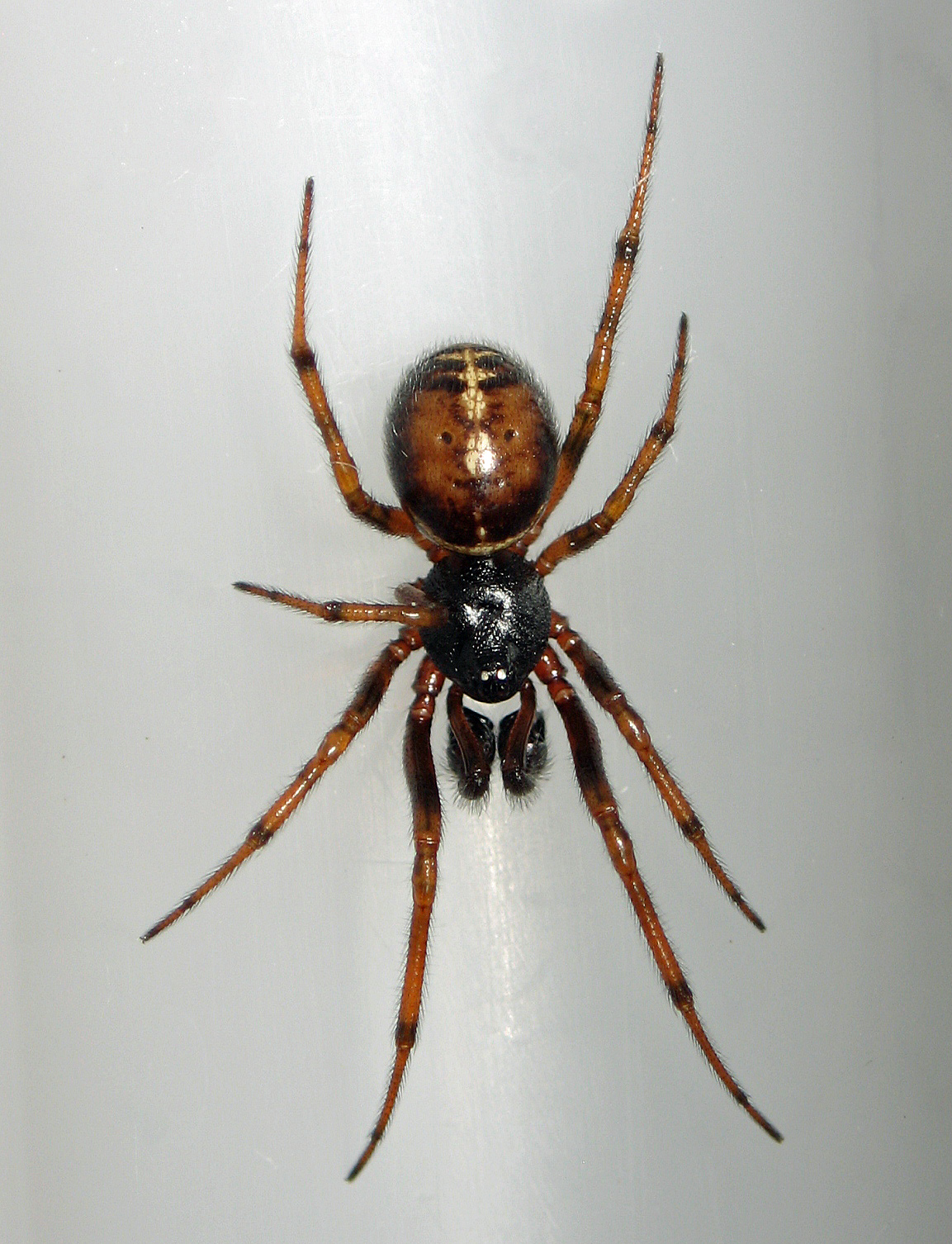
Volwassen mannetje
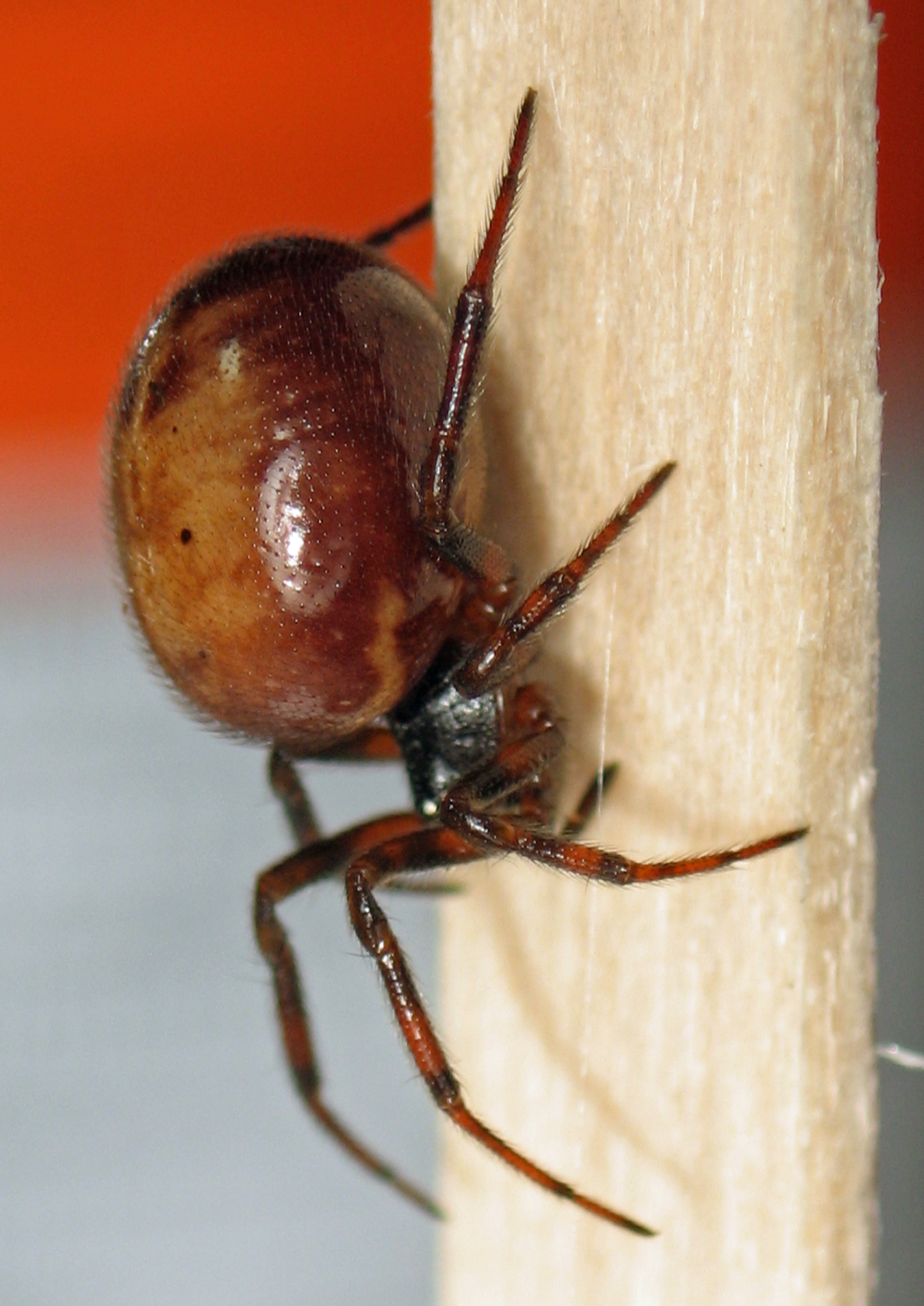
Volwassen vrouwtje
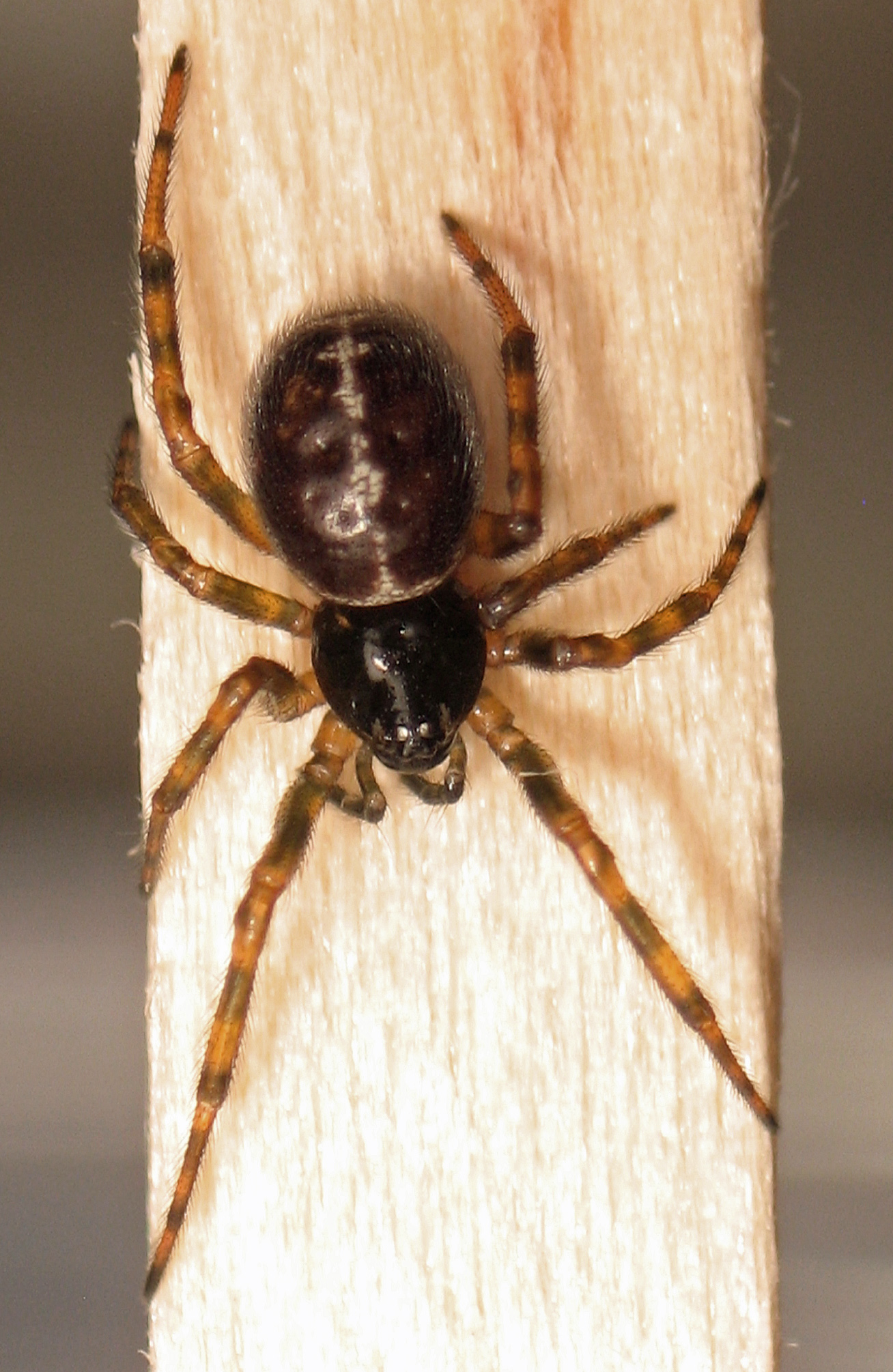
Juveniel vrouwtje

## Voeding

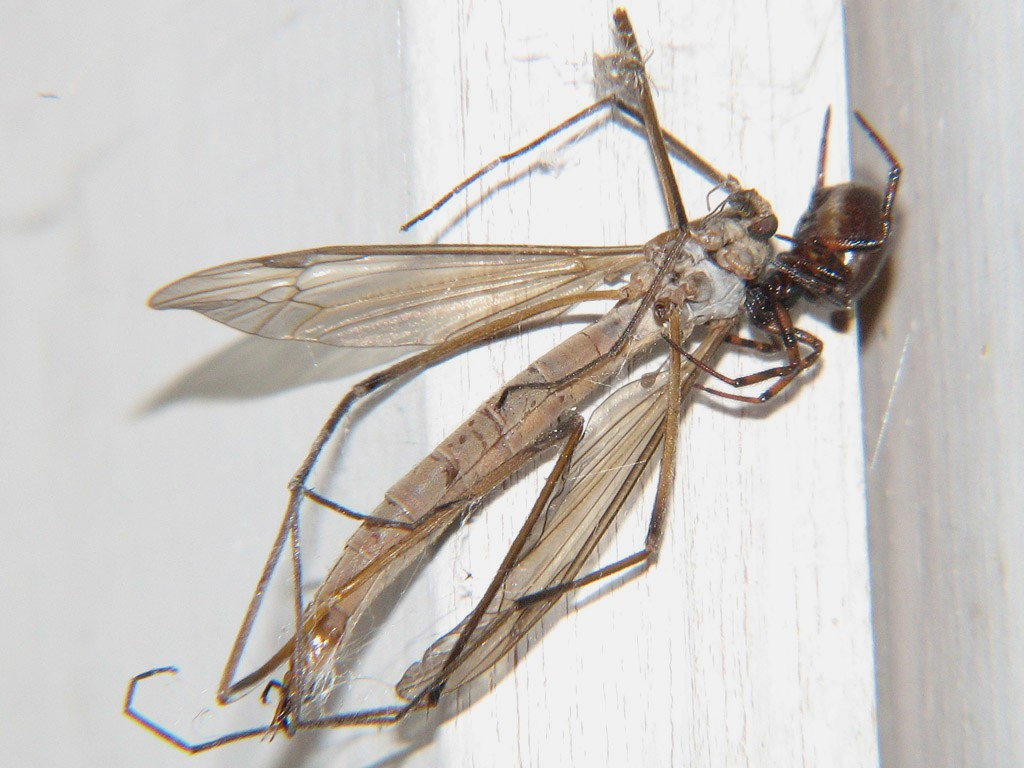
Koffieboonspin met een buitgemaakte langpootmug

De koffieboonspin maakt een driedimensionaal web van ongeveer tien vierkante centimeter, waarin in het midden een dichtgevlochten mat bevindt. Hierin vangt de spin prooidieren die aanmerkelijk groter kunnen zijn dan zijzelf. Nadat een koffieboonspin een groot prooidier verschalkt heeft, kan zij het tot wel 18 maanden zonder voedsel stellen.

## Beet
In tegenstelling tot veel andere kogelspinnen, zoals de zwarte weduwe (L. mactans), is de koffieboonspin nauwelijks gevaarlijk voor mensen. Haar kaken zijn namelijk niet sterk genoeg om door de menselijke huid te bijten.